# Johann Balthasar König

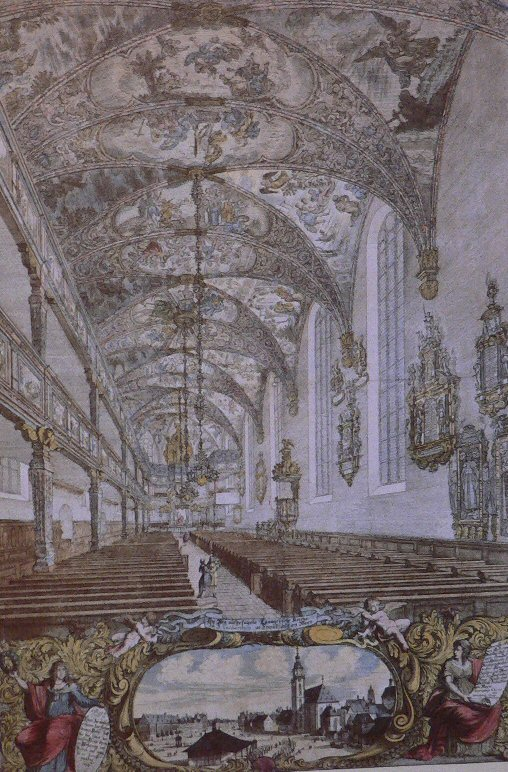
Johann Balthasar König

Johann Balthasar König, född 1691, död 1758. König var tysk organist, kapellmästare, koralkompositör och sångboksutgivare i Frankfurt am Main. I hans koralbok utgiven 1738 framgår inte upphovsmän utan han har som regel blivit tillskriven kompositionerna där med viss tvekan. Boken gavs ut med den kompletta titeln "Harmonischer Lieder- Schatz oder Allgemeines Evangelisches Choral-Buch – von Johan Balthasar König, Directore Chore Musices in Frankfurt am Mayn – 1738".  Han finns representerad i Den svenska psalmboken 1986 med två verk till fyra psalmer: nr 294 är samma melodi som till 593 och 597 samt nr 542.

## Psalmer
- Herre, dig i nåd förbarma (1986 nr 542) förmodas vara dess tonsättare 1738. Finns på Wikisource.
- Hur härligt vittna land och sjö (1986 nr 544 i finlandssvenska psalmboken), tonsatt 1738 Finns på Wikisource.
- Tanke, som fåfängt spanar (1921 nr 575) "ur Balthasar Königs Choralb." 1738
- Välsigna, Herre, alla dem (1986 nr 294) förmodas vara dess tonsättare 1738.
  - Bevara, Gud, vårt fosterland, (1986 nr 593) förmodas vara dess tonsättare 1738. Finns på Wikisource.
  - När stormen ryter vilt på hav (1986 nr 597) förmodas vara dess tonsättare 1738